# Branko Čubrilo
Branko Čubrilo (Split, 20. svibnja 1988.) hrvatski je nogometaš. Trenutačno igra za Val Kaštel Stari.
Od malih nogu Čubrilo je nastupao za niželigaša Val Kaštel Stari gdje je njegove napadačke sposobnosti prvi prepoznao poznati hajdukovac Davor Čop. Na proljeće 2007. prešao je u drugoligaša Mosora u kojem se nije naigrao. 
Pred sezonu 2007./08. dolazi na pripreme Hajduka kao slobodan igrač. Na tim pripremama redovito zabija golove, i to uvijek po dva na utakmici, te po povratku potpisuje ugovor do 2011. Službeno je debitirao (ušao zadnjih par minuta) već u prvoj utakmicu sezone, i to u Podgorici na europskom gosotovanju protiv Budućnosti. 
Nakon što mu je propao odlazak na posudbu u Trogir čekao je svoju prigodu trenirajući sa seniorima, međutim, nije uopće igrao. Na zimu odlazi na posudbu u Solin.Već u prvoj polusezoni se nametnuo kao jedan od ključnih igrača u momčadi Solina.
Statistika u Hajduku
| Natjecanje        | Nastupi | Zgoditci |
| ----------------- | ------- | -------- |
| Prvenstvo         | 2       | 0        |
| Kup               | 0       | 0        |
| Superkup          | 0       | 0        |
| Međunarodne       | 1       | 0        |
| Splitski podsavez | 0       | 0        |
| Ukupno            | 3       | 0        |
| Prijateljske      | 13      | 7        |
| Sveukupno         | 16      | 7        |

## Vanjske poveznice
- transfermarkt.de  Arhivirana inačica izvorne stranice od 1. veljače 2009. (Wayback Machine)